# Jardin Biopark
Le jardin Biopark est un espace vert du 13e arrondissement de Paris, dans le quartier de la Gare.

## Situation et accès
Le jardin est accessible par la rue Watt et la rue Jean-Antoine-de-Baïf.
Il est desservi par la ligne 14 à la station Bibliothèque François-Mitterrand, par la ligne C du RER à la gare de la Bibliothèque François-Mitterrand et par la ligne 3a du tramway d'Île-de-France à la station Avenue de France.

## Historique
Le jardin est créé en 2007.
En 2015, la Ville de Paris nomme l'allée centrale du jardin « allée Rita-Thalmann », en mémoire de la grande historienne spécialisée dans l'étude du nazisme, de la Shoah et de la Seconde Guerre mondiale et de la condition des femmes, Rita Thalmann.

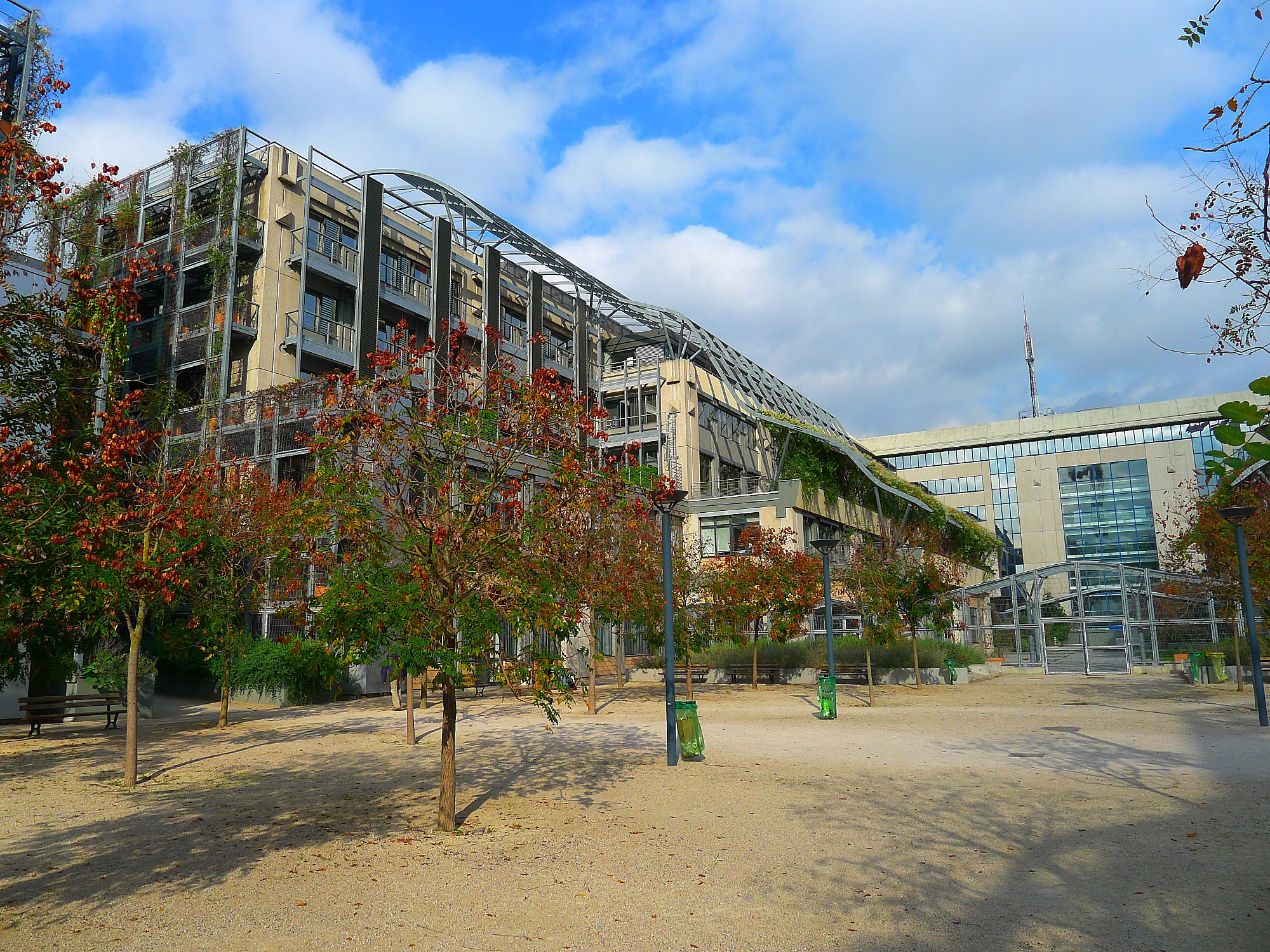
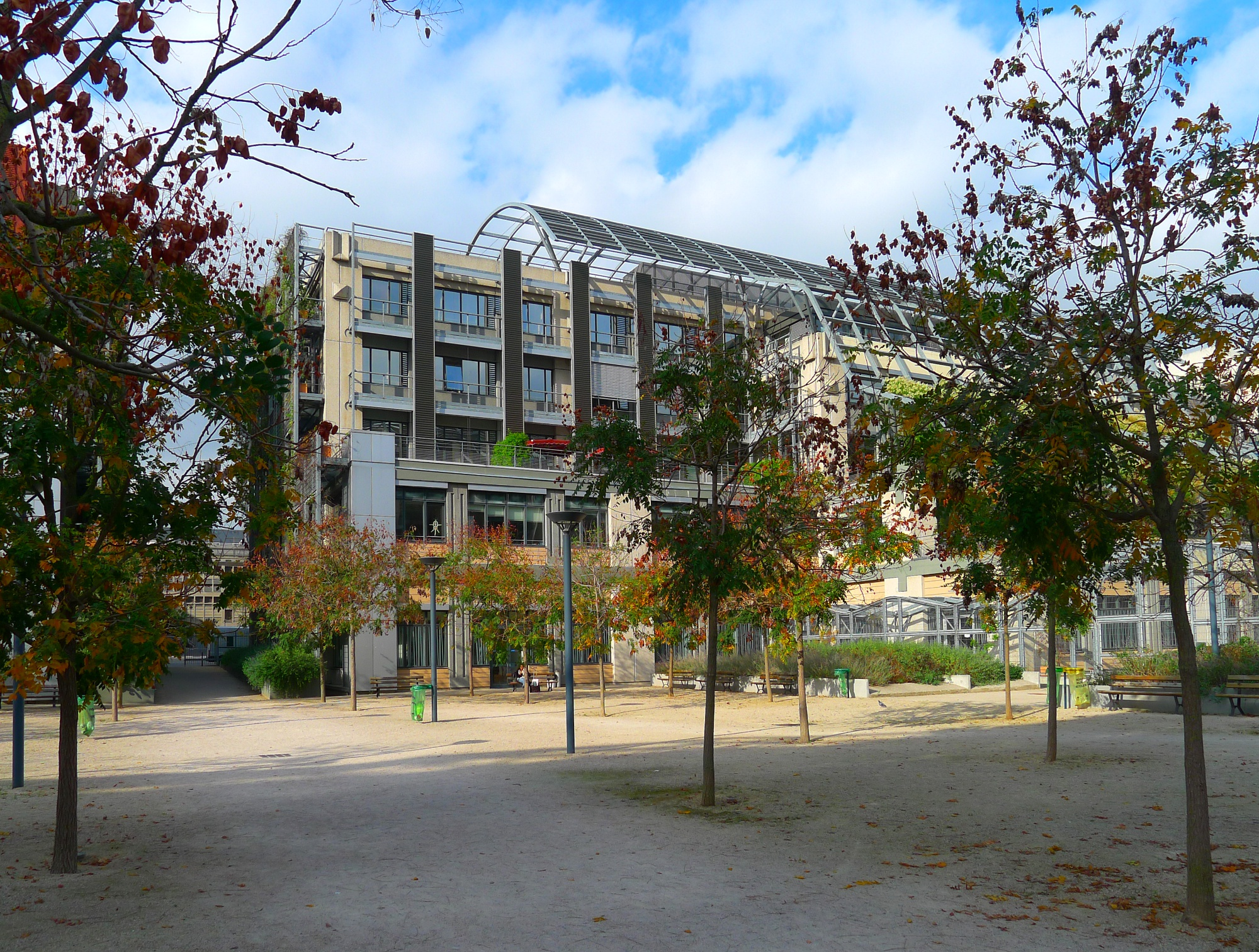